# 平静隙蛛
平静隙蛛（学名：Coelotes modestus）为暗蛛科隙蛛属的动物。在中国大陆，分布于北京、河南、河北等地。该物种的模式产地在北京。